# 가격 이론
가격 이론 또는 가치 이론은 가치의 생성(creation)과 교환이라는 관점에서 경제를 설명하고자 하는 이론이다. 여기에는 서로 다른 경제 주체 간의 상품, 서비스의 교환이 포함된다. 가격 이론은 물은 왜 값싸고 다이아몬드는 왜 비싼지와 같은 문제를 논하고자 한다.
가격이 어떻게 형성되는지는 아담 스미스가 그 상품을 만드는 데 필요한 생산 요소에 있다고 한 것에서부터 가격은 개인적인 평가에서 나온다고 본 카를 멩거까지 여러 가지 관점이 있다. 그래프 상에서 가격은 수요와 공급이 만나는 점이며 이렇게 형성된 가격은 초과 수요와 초과 공급을 막는데, 이 중 초과 수요를 막는 가격은 배급기능과 배분기능을 맡는다. 수요는 해당 상품의 가격, 다른 상품의 가격, 소득 수준, 인구의 크기, 취향의 영향을 받는다. 공급은 생산 요소의 가격, 생산 기술, 공급자의 수, 미래에 대한 기대의 영향을 받는다. 하지만 2차원 상의 그래프에 다음 요소들을 모두 고려할 수 없기 때문에 여기서는 다른 조건들은 변하지 않는다는 가정 하에 가격만을 고려하기로 한다.

## 역사
1776년 아담 스미스의 가치에 대한 관찰은 이러하다. 그는 가치를 두 가지 의미로 사용했는데 한 번은 효용이라는 의미로 사용했으며 다른 한 번은 구매력이라는 의미로 사용했다. 그에게는 다이아몬드와 다른 진귀한 보석들은 희소성과 그것들을 추출해내는 노동력에서 가치가 발생한다고 보았다. 그러므로 노동은 상품 교환의 가치를 이루는 가장 기본적인 요소였다. 스미스의 관점에서 명목 가치는 상품을 교환하고 유통되도록 하는 화폐의 가치와 관련 있었다.  약 100여 년이 지난 이후 카를 멩거, 윌리엄 스탠리 제번스, 레옹 발라스가 노동이 아닌 한계 효용의 개념을 통해 가치의 역설에 대해 다른 견해를 내놓았다. 1871년 멩거는 상품의 가치가 한계 효용과 연관이 있다고 보았다. 한 단위의 물이 한 개인의 생존에 결정적이지만, 물이 한 단위 늘어날 때마다 효용은 감소하며 이 점이 다이아몬드와 물의 가치가 다른 이유라고 했다. 1881년 제번스는 진주가 비싸기 때문에 사람들이 물에 뛰어드는 건지 아니면 물에 뛰어들어야 하기 때문에 진주가 비싼 건지에 대해 물으며, 상품을 얻기 위해 요구되는 노동량이 그 상품의 생산량을 결정한다고 보았으며 어떤 상품을 갖고자 하는 욕망이 그 상품의 가치를 결정한다고 보았다. 1874년 레옹 발라스는 가격에 대한 자신의 생각을 상품 가치에 연결시키면서 초과 수요가 존재하는 한 가격은 계속 상승한다는 걸 강조했다.

## 내용

### 수요와 공급
미시경제학에서의 분석은 가격이 결정되는 원리를 밝혀내는데 초점을 둔다. 여기에는 시장, 수요, 공급이 시장에서의 균형을 이루는 요소가 된다. 이때 시장은 어떤 상품을 사고팔기 위해 서로 접촉하는 개인과 기업의 모임을 뜻하며 팔 사람과 살 사람의 의사가 합치되고 가격을 형성하는 시장 기구 또는 여기서 가격을 통해 매개체 역할을 한다고 하여 가격 기구라고 한다.

가격은 배급기능과 배분기능을 맡는다. 가격이 없다면 소비자는 그 재화를 무한정 소비하려 들 것이다. 이때 가격은 희소한 재화를 과도하게 소비하려는 욕구를 통제하는 배급기능을 갖는다. 또한 어떤 상품이 공급이 부족하고 수요가 크면 가격이 오를 것이다. 이때 가격은 신호의 역할을 하는데, 가격이 높다는 것이 더 많은 상품을 생산하라는 신호로 작용하는 배분기능을 맡는다. 아담 스미스의 보이지 않는 손은 이 기능을 뜻하는 것이다.
수요에는 많은 비경제적 요인이 포함될 수 있으나 경제학에서는 이런 요인들을 제외하고 가격만을 고려 대상에 포함시키는데, 실제로 가격과 수요량의 관계는 빈번히 관찰되는 관계이므로 수요의 법칙이라 부른다. 상품 하나하나의 가격뿐만 아니라 여러 상품의 가격은 서로 영향을 주는데, 한 상품의 가격이 상승하면 그 상품에 필요한 물품의 수요가 감소하는 등의 경우를 예로 들 수 있다. 또한 어떤 상품의 수요는 소비자들의 소득수준과 소비자의 수 등의 영향을 받기도 한다. 시장수요함수에는 기호(taste)도 포함되는데, 이렇게 되면 6차원의 그래프를 그려야 시장수요함수를 도형화 할 수 있다. 하지만 실제로는 2차원의 그림만으로 그릴 수 있으므로 가격만이 변화한다고 하고 다른 조건들이 변하지 않는다면(ceteris paribus)이라고 가정한다. 이를 도식화하면 오른쪽과 같다. 그렇다면 다른 변수들은 어떻게 적용할까? 변하지 않는다고 가정했던 소득수준이 올라갔다고 하면 수요가 증가할 것이다. 이를 수요곡선의 이동이라 하며 수요량의 증가가 아닌 수요의 증가가 일어났다고 한다. 이 수요곡선은 기울기를 가지는데 수요의 가격탄력성에 따라 기울기가 달라진다. 공급의 경우에도 탄력성이 고려의 대상이 된다. 다만 공급의 가격탄력성은 가격만이 관심의 대상이 된다.

### 균형
가격이 높은 상태에 있다면 다른 요인이 없더라도 공급자는 높은 가격에서 오는 이득을 얻기 위해 공급을 늘리게 되므로 가격은 자연스럽게 떨어지게 된다. 반면 너무 낮은 가격에서는 소비자들이 낮은 가격을 인지하고 해당 상품을 더 소비하려고 해 초과 수요가 발생하면서 가격이 오르게 된다. 이런 두 가지 과정을 거쳐 가격은 균형을 찾게 되는데 이를 균형 가격이라고 한다. 그래프를 통해서 보면 수요 그래프와 공급 그래프가 만나는 점이 균형 가격과 균형거래량이다. 이렇게 가격을 결정하는 것이 무엇인지에 대해서는 가격 이론 또는 가치 이론의 주된 관심사이기도 했다. 고전파의 경우 공급의 역할을 중시하고 신고전파의 경우에는 수요의 역할을 중시했다. 하지만 알프레드 마셜은 수요와 공급을 가위의 양날에 비유하며 둘 모두 중요하다고 말했다.
변하지 않는다고 가정한 다른 요인들에 변화가 생긴다면 수요나 공급이 변화하게 된다. 수요의 증가는 균형 가격과 균형거래량을 증가시키며 공급의 증가는 균형 가격의 하락과 균형거래량의 증가를 유발한다. 이를 그래프로 표시하면 오른쪽과 같다. 만약 균형이 이탈되었을 때는 원래의 균형으로 얼마나 돌아오느냐에 따라 균형의 안정성을 평가한다.

## 참고 자료
- Thomas A, Weber (2012년 2월 1일). “Price Theory in Economics” (PDF).
- 이준구 (2008년 7월 20일). 《미시경제학》. 법문사.
- 이영근 (2008년 7월 20일). 《경제학》. 법문사.